# Pyrrhogyra aenaria
Pyrrhogyra aenaria är en fjärilsart som beskrevs av Hans Fruhstorfer 1908. Pyrrhogyra aenaria ingår i släktet Pyrrhogyra och familjen praktfjärilar. Inga underarter finns listade.